# The Real Housewives
The Real Housewives ist eine US-amerikanische Reality-TV-Franchise, das inzwischen in 17 Ländern adaptiert wurde. Jede Sendung dokumentiert das private und berufliche Leben einer Gruppe wohlhabender Frauen, die in einer bestimmten Stadt oder Region leben. In den Vereinigten Staaten wurden elf verschiedene Serien produziert, dazu kommen über 30 internationale Adaptionen. Die amerikanische Serie wird auf Bravo ausgestrahlt. 
Die erste Serie, The Real Housewives of Orange County startete am 21. März 2006.  Darauf folgten The Real Housewives of New York (2008), The Real Housewives of Atlanta (2008) und The Real Housewives of Beverly Hills (2010), welche bis heute gedreht werden und die erfolgreichsten Serien der amerikanischen und internationalen Ableger sind. Der erfolgreichste internationale Ableger ist The Real Housewives of Cheshire. Mit The Real Housewives of Athens wurde am 4. März 2011 die erste internationale Adaption ausgestrahlt. 
In Deutschland startete am 6. Juli 2024 mit The Real Housewives of Munich der erste deutschsprachige Ableger. 
In den USA zählt das Franchise regelmäßigen zu den meist gesehenen Fernsehshows. Neben den elf Hauptserien brachte das Franchise dort 27 Spin-off-Serien hervor, wovon Vanderpump Rules die erfolgreichste ist und selbst zahlreiche Ableger hervorgebracht hat. 
Der Begriff „Housewives“ ist eine Anlehnung an die erfolgreiche US-Serie Desperate Housewives, wobei nur wenige Darstellerinnen von The Real Housewives tatsächlich als Hausfrauen beschäftigt sind.

## Entstehungsgeschichte
Die Serie wurde von Seifenopern wie Desperate Housewives und Peyton Place inspiriert und sollte das Leben von fünf bis acht Frauen der Oberschicht dokumentieren, die „ein glamouröses Leben in einer malerischen Wohnanlage in Südkalifornien führen, wo die durchschnittlichen Immobilienpreise bei 1,6 Millionen Dollar liegen und zu den Bewohnern CEOs und pensionierte Profisportler zählen“.
The Real Housewives of Orange County wurde im Januar 2006 angekündigt, nachdem die Dreharbeiten bereits 2005 unter dem Titel Behind the Gates (dt. Hinter den Toren) abgeschlossen wurden. Die erste Staffel wurde vom 21. März bis zum 9. Mai 2006 auf Bravo ausgestrahlt. Die ursprüngliche Besetzung bestand aus Kimberly Bryant, Jo De La Rosa, Vicki Gunvalson, Jeana Keough und Lauri Waring. Die Serie hat vier Spin-offs hervorgebracht: Date My Ex: Jo & Slade, Tamra's OC Wedding, Glitter Town und Simply Gina.

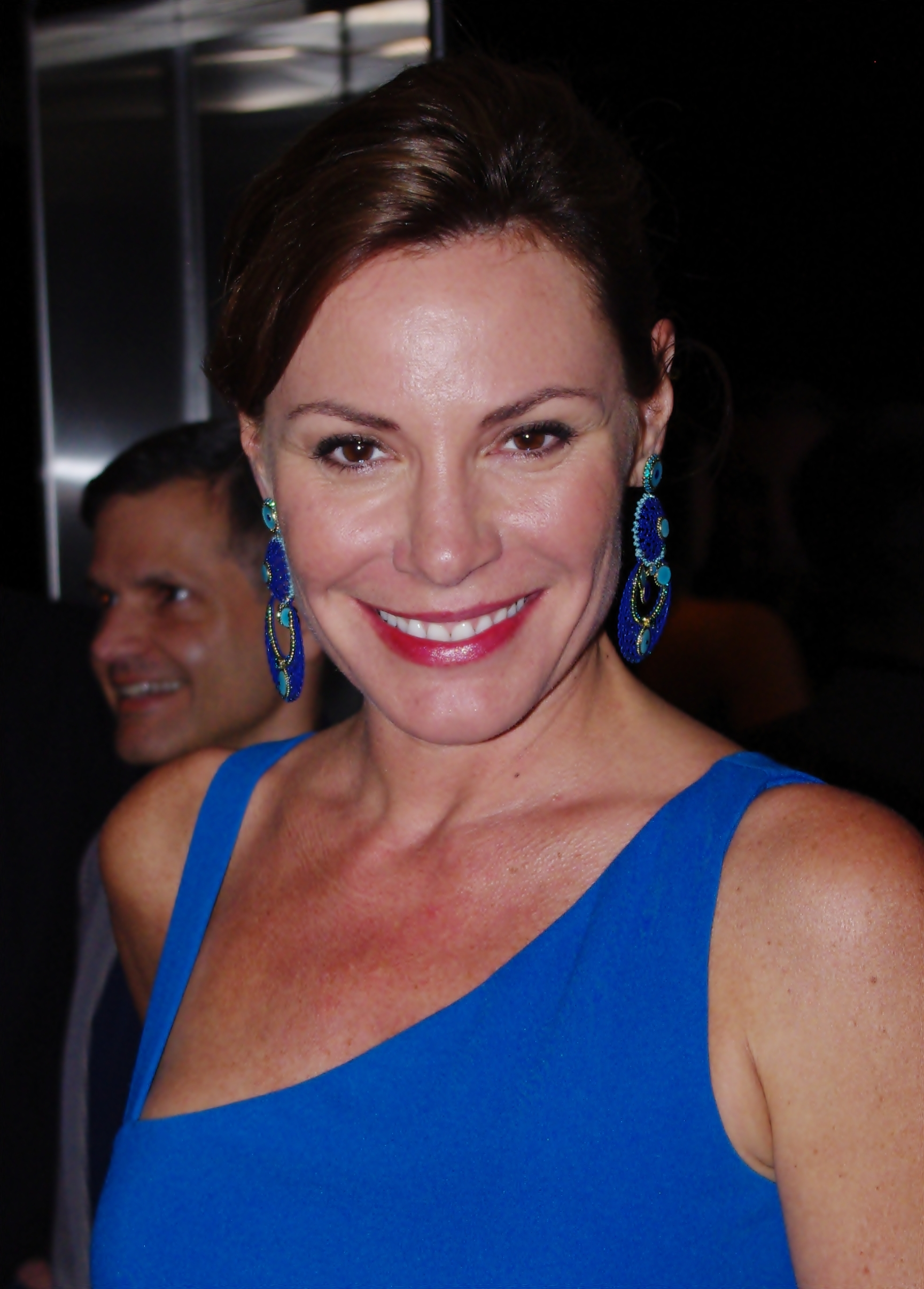
Luann de Lesseps gehörte zur ursprünglichen Besetzung von The Real Housewives of New York City.

Im September 2007 begann der Sender mit der Produktion der Serie Manhattan Moms. Die Serie wurde im Januar 2008 in The Real Housewives of New York City umbenannt und somit zum ersten Ableger des Franchise. Die erste Staffel wurde vom 4. März bis zum 27. Mai 2008 auf Bravo ausgestrahlt. Die ursprüngliche Besetzung bestand aus Bethenny Frankel, Luann de Lesseps, Alex McCord Ramona Singer und Jill Zarin. Im Jahr 2022 wurde die Serie mit einer komplett neuen Besetzung für die vierzehnte Staffel neu gestartet. Die Serie hat drei Spin-offs hervorgebracht: Bethenny Ever After, Bethenny & Fredrik und Luann & Sonja: Welcome to Crappie Lake. 
Im Juni 2008 wurde mit The Real Housewives of Atlanta die dritte Serie des Franchise angekündigt. Die erste Staffel wurde vom 7. Oktober bis zum 25. November 2008 auf Bravo ausgestrahlt. Die ursprüngliche Besetzung bestand aus Nene Leak, DeShawn Snow, Shereé Whitfield, Lisa Wu und Kim Zolciak. Die Serie hat zehn Spin-offs hervorgebracht: Don't Be Tardy, The Kandi Factory, I Dream of NeNe: The Wedding, Kandi's Wedding, Kandi's Ski Trip, Xscape: Still Kickin' It, Kandi Koated Nights, Porsha's Having a Baby, Porsha's Family Matters und Kandi & The Gang.
Im Mai 2008 wurde The Real Housewives of New Jersey, noch vor der Ankündigung der Serie aus Atlanta bekannt gegeben. Die erste Staffel wurde vom 12. Mai bis zum 8. Juli 2009 auf Bravo ausgestrahlt. Die ursprüngliche Besetzung bestand aus Dina Manzo, Teresa Giudice, Jacqueline Laurita, Caroline Manzo und Danielle Staub. Die Serie hat drei Spin-offs hervorgebracht: Boys to Manzo, Manzo'd with Children und Teresa Checks In.

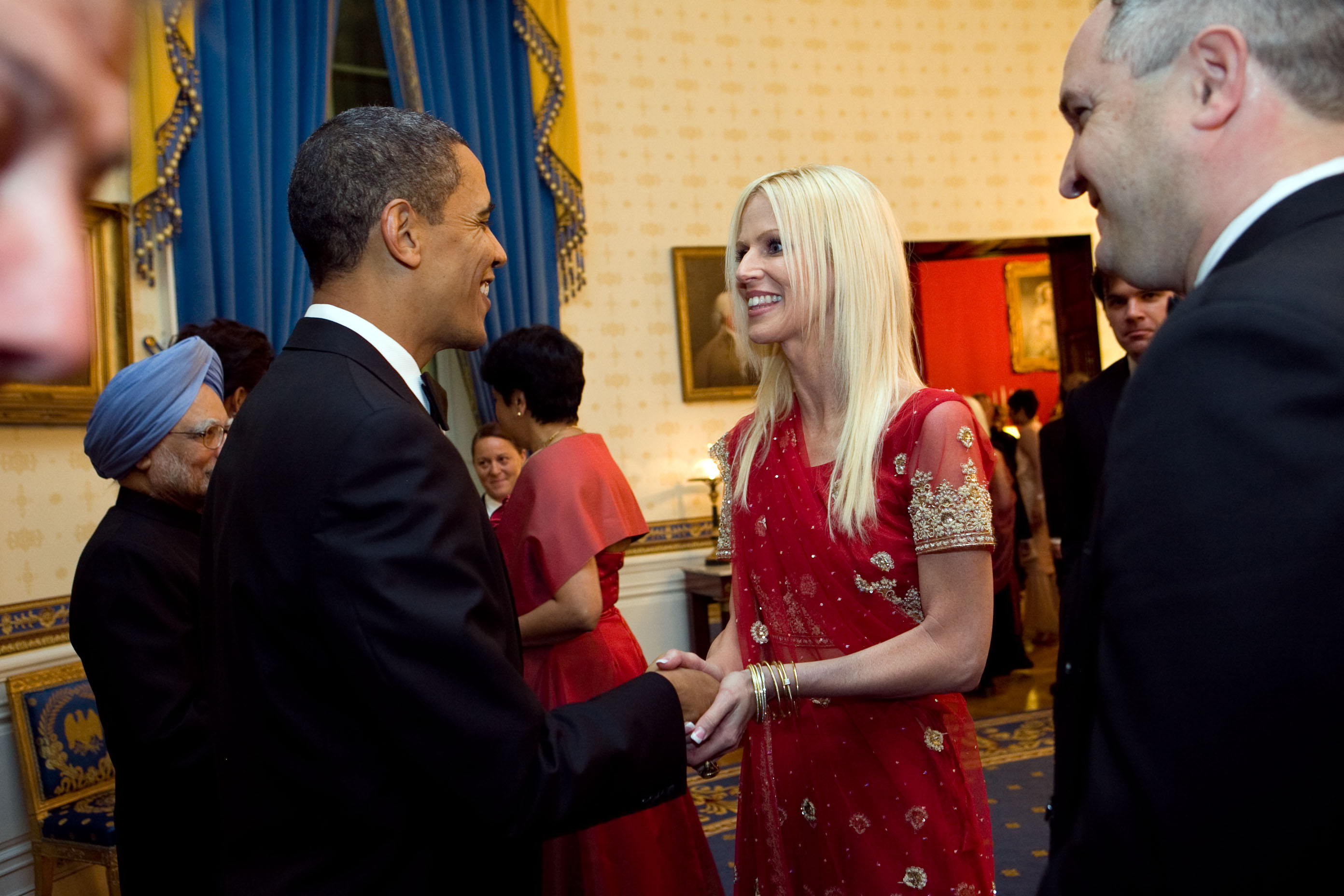
Präsident Barack Obama begrüßt die Salahis im Blauen Salon des Weißen Hauses.

Im Oktober 2009 wurde die fünfte Serie des Franchise, The Real Housewives of D.C., angekündigt. Die Staffel wurde vom 5. August bis zum 21. Oktober 2010 auf Bravo ausgestrahlt. Die Besetzung bestand aus Mary Amons, Lynda Erkiletian, Cat Ommanney, Michaele Salahi und Stacie Scott Turner. Die Serie wurde nach nur einer Staffel eingestellt und war damit die erste Serie der Franchise, die abgesetzt wurde. Die Absetzung erfolgte, nachdem eine der Darstellerinnen, Salahi, und ihr Ehemann Tareq für Kontroversen gesorgt hatten, als sie während der Dreharbeiten für die Serie ungebeten zu einem Staatsbankett im Weißen Haus erschienen waren.
Im März 2010 wurde schließlich The Real Housewives of Beverly Hills angekündigt. Die erste Staffel wurde vom 14. Oktober 2010 bis zum 15. Februar 2011 auf Bravo ausgestrahlt. Die ursprüngliche Besetzung bestand aus Taylor Armstrong, Camille Grammer, Adrienne Maloof, Kim Richards, Kyle Richards und Lisa Vanderpump. Die Serie hat drei Spin-offs hervorgebracht: Vanderpump Rules, Vanderpump Dogs und Vanderpump Villa. Vanderpump Rules hat selbst einige weitere Spin-offs hervorgebracht: Vanderpump Rules After Show, Vanderpump Rules: Jax & Brittany Take Kentucky und The Valley.
Im März 2010 bestellte der Sender eine Show mit dem Titel Miami Social Club, die als Neuauflage von Miami Social dienen sollte. Die Show wurde später in The Real Housewives of Miami umbenannt und wurde damit zum siebten Teil der Franchise. Die erste Staffel wurde vom 22. Februar bis zum 5. April 2011 auf Bravo ausgestrahlt. Die ursprüngliche Besetzung bestand aus Lea Black, Adriana de Moura, Alexia Echevarria, Marysol Patton, Larsa Pippen und Cristy Rice. In der zweiten Staffel kamen Lisa Hochstein, Joanna Krupa, Ana Quincoces und Karent Sierra als Hausfrauen hinzu. Nach einer achtjährigen Pause nach der dritten Staffel wurde die vierte Staffel vom 16. Dezember 2021 bis zum 10. März 2022 auf Peacock ausgestrahlt. Die neu zusammengestellte Besetzung bestand aus Guerdy Abraira, Lisa Hochstein, Julia Lemigova, Nicole Martin, Alexia Nepola, geborene Echevarria, und Larsa Pippen. Die Serie hat ein Spin-off: Havana Elsa.
Im November 2015 wurde die achte Staffel der Serie The Real Housewives of Potomac angekündigt. Vor der Ankündigung trug die Serie den Arbeitstitel Potomac Ensemble. Die erste Staffel wurde vom 17. Januar bis zum 17. April 2016 auf Bravo ausgestrahlt. Die ursprüngliche Besetzung bestand aus Gizelle Bryant, Ashley Darby, Robyn Dixon, Karen Huger, Charrisse Jackson-Jordan und Katie Rost. Die Serie hat ein Spin-off: Karen's Grande Dame Reunion.
Vor der Ankündigung trug die neunte Serie des Franchise, The Real Housewives of Dallas, die während der frühen Produktionsphase zunächst den Titel Ladies of Dallas trug und als potenzielles Spin-off zu Ladies of London gedacht war. Die erste Staffel wurde vom 11. April bis zum 19. Juni 2016 auf Bravo ausgestrahlt. Die ursprüngliche Besetzung bestand aus Cary Deuber, Tiffany Hendra, Stephanie Hollman, LeeAnne Locken und Brandi Redmond. Am 17. August 2021 gab der Sender bekannt, dass er keine Pläne habe, die Serie sofort für eine sechste Staffel zu verlängern, und sie auf unbestimmte Zeit pausieren werde.
Im November 2019 wurde die zehnte Serie The Real Housewives of Salt Lake City angekündigt. Die erste Staffel wurde vom 11. November 2020 bis zum 24. Februar 2021 auf Bravo ausgestrahlt. Die ursprüngliche Besetzung bestand aus Lisa Barlow, Mary Cosby, Heather Gay, Meredith Marks, Whitney Rose und Jen Shah.
Im November 2021 wurde The Real Housewives of Dubai als erste internationale Originalproduktion der Franchise angekündigt. Die erste Staffel wurde vom 1. Juni 2022 bis zum 7. September 2022 auf Bravo ausgestrahlt. Die ursprüngliche Besetzung bestand aus Sara Al Madani, Nina Ali, Chanel Ayan, Caroline Brooks, Lesa Milan und Caroline Stanbury. Im November 2024 beendete Bravo die Serie vorerst.
Im Mai 2025 wurde die zwölfte Serie des Franchise, The Real Housewives of Rhode Island, angekündigt.

## Serien im Franchise
Bravo hat in den Vereinigten Staaten 12 Serien ausgestrahlt, von denen 11 im Land selbst und eine international gedreht wurden. Der Sender hat die Marke auch an Sender außerhalb der Vereinigten Staaten lizenziert, was zu mehreren internationalen Adaptionen mit unterschiedlichem Erfolg geführt hat.
Der Erfolg der amerikanischen Franchise hat zu 28 Spin-offs geführt, die sich um bestimmte Hausfrauen drehen. Die am längsten laufende davon ist Vanderpump Rules, die sich auf die Mitarbeiter der Restaurants und Bars von Lisa Vanderpump aus The Real Housewives of Beverly Hills konzentriert.

### Amerikanische Ableger
|                   | Titel                                 | Abkürzung | Drehort                                     | Erstveröffentlichung | Finale Ausstrahlung | Anzahl von Staffeln |
| ----------------- | ------------------------------------- | --------- | ------------------------------------------- | -------------------- | ------------------- | ------------------- |
|                   | The Real Housewives of Orange County  | RHOC      | Orange County (Kalifornien)                 | 1. März 2006         | −                   | 18                  |
|                   | The Real Housewives of New York City  | RHONY     | New York City (New York)                    | 4. März 2008         | −                   | 15                  |
|                   | The Real Housewives of Atlanta        | RHOA      | Atlanta (Georgia)                           | 7. Oktober 2008      | −                   | 16                  |
|                   | The Real Housewives of New Jersey     | RHONJ     | Franklin Lakes und Wayne (New Jersey)       | 12. Mai 2009         | −                   | 14                  |
|                   | The Real Housewives of D.C.           | RHODC     | Washington, D.C.                            | 5. August 2010       | 21. Oktober 2010    | 1                   |
|                   | The Real Housewives of Beverly Hills  | RHOBH     | Beverly Hills und Los Angeles (Kalifornien) | 14. Oktober 2010     | −                   | 14                  |
|                   | The Real Housewives of Miami          | RHOM      | Miami (Florida)                             | 22. Februar 2011     | 14. November 2023   | 7                   |
| 16. Dezember 2021 | The Real Housewives of Miami          | RHOM      | Miami (Florida)                             | −                    |                     | 7                   |
|                   | The Real Housewives of Potomac        | RHOP      | Potomac (Maryland) und Washington, D.C.     | 17. Januar 2016      | −                   | 9                   |
|                   | The Real Housewives of Dallas         | RHOD      | Dallas (Texas)                              | 11. April 2016       | 11. Mai 2021        | 5                   |
|                   | The Real Housewives of Salt Lake City | RHOSLC    | Salt Lake City und Park City (Utah)         | 11. November 2020    | −                   | 5                   |
|                   | The Real Housewives of Dubai          | RHODubai  | Dubai (Vereinigte Arabische Emirate)        | 1. June 2022         | 17. September 2024  | 2                   |
|                   | The Real Housewives of Rhode Island   | RHORI     | Rhode Island                                | 2025                 | −                   | 1                   |

### Internationale Ableger
Mit The Real Housewives of Athens starte am 4. März 2011 die erste internationale Adaption des Formats, das jedoch bereits nach einer Staffel abgesetzt wurde. Das am längsten laufende Format außerhalb der USA ist The Real Housewives of Cheshire, das seit seinem Start im Januar 2015 bereits auf über 18 Staffeln kommt.
|  | Titel                                                 | Abkürzung    | Land                   | Sender                                        | Erstveröffentlichung | Finale Ausstrahlung | Anzahl von Staffeln |
|  | ----------------------------------------------------- | ------------ | ---------------------- | --------------------------------------------- | -------------------- | ------------------- | ------------------- |
|  | The Real Housewives of Athens                         | RHOAthens    | Griechenland           | ANT1                                          | 4. März 2011         | 27. Mai 2011        | 1                   |
|  | Me'usharot                                            |              | Israel                 | Channel 10                                    | 24. Oktober 2011     | 24. Juli 2013       | 3                   |
|  | The Real Housewives of Vancouver                      | RHOV         | Kanada                 | Slice                                         | 4. April 2012        | 9. April 2013       | 2                   |
|  | The Real Housewives of Toronto                        | RHOT         | Kanada                 | Slice                                         | 7. März 2017         | 9. Mai 2017         | 1                   |
|  | Les Vraies Housewives                                 | RHOAthens    | Frankreich 1           | NT1                                           | 18. März 2013        | 1. April 2013       | 1                   |
|  | The Real Housewives of Melbourne                      | RHOMelbourne | Australien             | Arena (Staffel 1–4) Fox Arena (Staffel 5)     | 23. Februar 2014     | 12. Dezember 2021   | 5                   |
|  | The Real Housewives of Sydney                         | RHOS         | Australien             | Arena (seit Staffel 1) Binge (seit Staffel 2) | 26. Februar 2017     | −                   | 3                   |
|  | The Real Housewives Ultimate Girls Trip               | RHUGT        | Australien             | Binge                                         | angekündigt          | −                   | −                   |
|  | The Real Housewives of Cheshire                       | RHOCheshire  | Vereinigtes Königreich | ITVBe ITV2                                    | 12. Januar 2015      | −                   | 18                  |
|  | The Real Housewives of Jersey                         | RHOJersey    | Vereinigtes Königreich | ITVBe                                         | 28. Dezember 2020    | 7. März 2022        | 2                   |
|  | The Real Housewives of London                         | RHOLDN       | Vereinigtes Königreich | Hayu                                          | 18. August 2025      | −                   | 1                   |
|  | The Real Housewives of Auckland                       | RHOAKL       | Neuseeland             | Bravo                                         | 22. August 2016      | 18. Oktober 2016    | 1                   |
|  | The Real Housewives of Hungary                        | FLK          | Ungarn                 | Viasat 3                                      | 25. September 2017   | 20. Dezember 2020   | 4                   |
|  | The Real Housewives of Budapest                       | RHOBudapest  | Ungarn                 | RTL                                           | 4. Dezember 2023     | −                   | 1                   |
|  | The Real Housewives of Johannesburg                   | RHOJ         | Südafrika              | 1Magic                                        | 3. August 2018       | 18. August 2023     | 3                   |
|  | The Real Housewives of Durban                         | RHODurban    | Südafrika              | Showmax                                       | 29. Januar 2021      | −                   | 5                   |
|  | The Real Housewives of Cape Town                      | RHOCT        | Südafrika              | Mzansi Magic                                  | 10. Juli 2022        | −                   | 2                   |
|  | The Real Housewives of Pretoria                       | RHOPTA       | Südafrika              | KykNET                                        | 13. Oktober 2022     | −                   | 2                   |
|  | The Real Housewives of Gqeberha                       | RHOGQ        | Südafrika              | 1Magic                                        | 3. Februar 2023      | 12. Mai 2023        | 1                   |
|  | The Real Housewives of Wynlande                       | RHOWL        | Südafrika              | KykNET                                        | 20. April 2023       | 20. Juli 2023       | 1                   |
|  | The Real Housewives Ultimate Girls Trip: South Africa | RHOGTSA      | Südafrika              | Showmax                                       | 27. Mai 2024         | −                   | 1                   |
|  | The Real Housewives of Napoli                         | RHODN        | Italien                | Real Time (Staffel 1) Discovery+ (Staffel 2)  | 29. November 2019    | 10. Oktober 2021    | 2                   |
|  | The Real Housewives di Roma                           | RHODR        | Italien                | Real Time Discovery+                          | 7. März 2017         | −                   | 1                   |
|  | The Real Housewives of Slovenija                      | RHOSlovenia  | Slowenien              | Planet TV                                     | 2. Oktober 2021      | 4. Dezember 2021    | 1                   |
|  | The Real Housewives of Lagos                          | RHOLagos     | Nigeria                | Showmax                                       | 8. April 2022        | −                   | 3                   |
|  | The Real Housewives of Abuja                          | RHOAbuja     | Nigeria                | Showmax                                       | 17. Februar 2023     | 2. Juni 2023        | 1                   |
|  | The Real Housewives of Amsterdam                      | RHOAMS       | Niederlande            | Videoland                                     | 24. November 2022    | −                   | 3                   |
|  | The Real Housewives van het Zuiden                    | RHVHZ        | Niederlande            | Videoland                                     | 18. April 2025       | −                   | 1                   |
|  | The Real Housewives of Rotterdam                      | RHOR         | Niederlande            | Videoland                                     | 2025                 | −                   | 1                   |
|  | The Real Housewives of Nairobi                        | RHONairobi   | Kenia                  | Showmax                                       | 23. Februar 2023     | −                   | 2                   |
|  | The Real Housewives. Żony Warszawy                    | RHOW         | Polen                  | Polsat                                        | 6. September 2023    | 22. November 2023   | 1                   |
|  | The Real Housewives Suomi                             | RHOSuomi     | Finnland               | Nelonen                                       | 14. Februar 2024     | −                   | 1                   |
|  | The Real Housewives of Munich                         | RHOMUC 2     | Deutschland            | RTL+                                          | 6. Juli 2024         | 27. Juli 2024       | 1                   |
|  | The Real Housewives of Antwerp                        | RHOANT       | Belgien                | Streamz                                       | 17. März 2025        | −                   | 1                   |

Anmerkungen:

## Produktion
Jede Real Housewives-Show wird von einer anderen Produktionsfirma produziert, wobei einige für mehr als eine Sendung verantwortlich sind. Eine Staffel wird über einen Zeitraum von etwa vier bis sechs Monaten vor Ort gedreht. Das typische Außenteam für eine Sendung besteht aus drei Produktionsteams mit jeweils etwa zehn Personen, darunter ein leitender Produzent, mehrere Kameraleute und ein Tontechniker. Kleine Szenen, in denen nur eine oder zwei Hausfrauen im Mittelpunkt stehen, werden von einem einzigen Produktionsteam gedreht, während größere Ereignisse, an denen die meisten Darsteller beteiligt sind, von mehreren Teams begleitet werden.
Der Postproduktionsprozess, in dem die Episoden geschnitten werden, dauert etwa zehn bis zwölf Wochen und beginnt gegen Ende der Dreharbeiten. Schätzungen zufolge beläuft sich die Menge an Rohmaterial, das pro einstündiger Episode aufgenommen wird, auf 40 bis 85 Stunden.

### Casting
Während in den ersten Staffeln gelegentlich offene Castings durchgeführt wurden, werden potenzielle Hausfrauen in der Regel von bestehenden Darstellerinnen empfohlen oder aufgrund von Recherchen in den sozialen Kreisen der Stadt von Casting-Agenten zu einem Vorstellungsgespräch eingeladen. Die Kandidatinnen müssen drei Phasen durchlaufen: ein Telefoninterview mit einem Casting-Direktor, ein Videointerview und schließlich einen gefilmten Hausbesuch, der den Dreh einer Szene für die Show simuliert.
Die Besetzung von Familienmitgliedern der Housewives als Hauptdarstellerinnen ist ebenfalls häufiger vorgekommen, beispielsweise in der ersten Staffel von The Real Housewives of New Jersey, in der Geschwister gecastet wurden. Ebenfalls wurden in dieser Sendung später auch Schwägerinnen, Cousins oder Zwillingsschwestern besetzt. Die ersten Mutter-Tochter-Hausfrauen, Evodia und Mercy Mogase aus The Real Housewives of Johannesburg, erhielten schließlich 2020 ihre eigene Spin-off-Sendung.

### Gagen

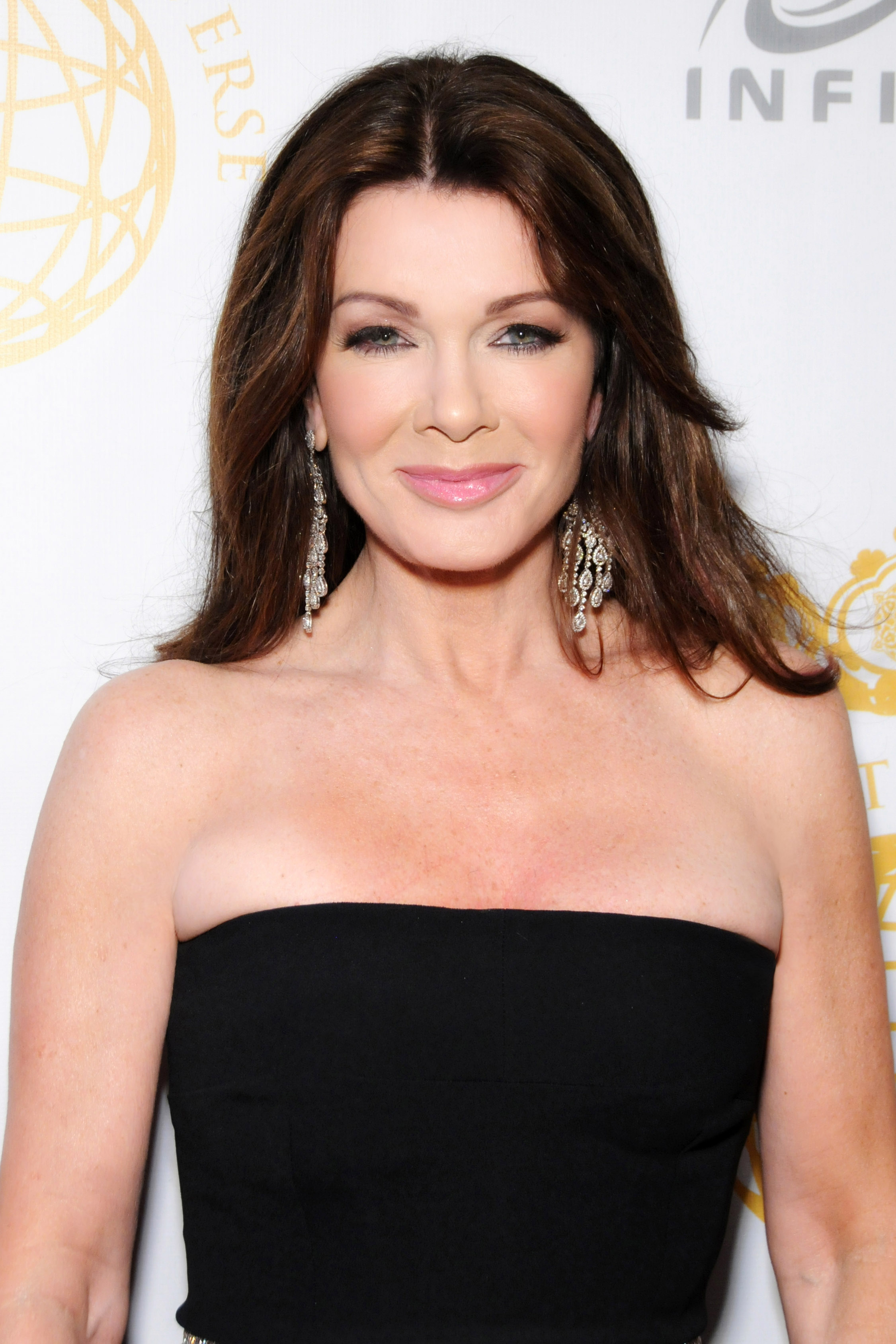
Lisa Vanderpump gehörte zu den Spitzenverdienerinnen des Franchises.

Die Gagen der Darstellerinnen von Real Housewives war Gegenstand einiger Spekulationen. In seinem Buch über die Housewives-Franchise schätzt der Autor Brian Moylan, dass eine Darstellerin im Jahr 2021 für ihre erste Staffel etwa 60.000 US-Dollar erhalten würde, wobei sich dieser Betrag von Jahr zu Jahr bis zu einer Obergrenze von etwa 300.000 bis 500.000 Dollar erhöhen würde. Bestimmte Darstellerinnen sollen angeblich Millionenbeträge erhalten, darunter NeNe Leakes und Kandi Burruss aus The Real Housewives of Atlanta, Lisa Vanderpump aus The Real Housewives of Beverly Hills und Tamra Judge aus The Real Housewives of Orange County. In den Anfangsjahren der Franchise wurden die Darsteller deutlich schlechter bezahlt. Bethenny Frankel aus Real Housewives of New York City gab an, dass sie für ihren Auftritt in der ersten Staffel der Serie im Jahr 2008 gerade einmal 7.250 US-Dollar erhalten habe.
Eine bemerkenswerte Klausel in den Verträgen der Hausfrauen ist die sogenannte Bethenny-Klausel, die besagt, dass Bravo 10 Prozent des Verkaufspreises jedes Unternehmens erhält, das ein Darsteller während seiner Teilnahme an der Show gründet, sofern es für mehr als 1 Million Dollar verkauft wird. Der umgangssprachliche Name für diese Klausel bezieht sich auf Bethenny Frankel, die ihre Cocktail-Linie „Skinnygirl“ im Jahr 2011 für angeblich 120 Millionen Dollar verkauft hat.

### Interviewszenen
Wie viele Reality-Fernsehshows nutzt auch die Real Housewives-Reihe Interviewsequenzen, in denen Szenen mit Kommentaren der Darstellerinnen aus dem Off unterbrochen werden. Ursprünglich wurden diese Interviews in den Häusern der Hausfrauen gedreht, heute werden sie jedoch meist in einem Studio vor einem Greenscreen, hinter der ein Bild des Hauses der Darstellerin eingeblendet wird. Die Interviews werden regelmäßig während und nach den Dreharbeiten einer Staffel gedreht, manchmal über einen ganzen Tag hinweg und bestehen darin, dass die Frauen Fragen eines Produzenten außerhalb des Bildes beantworten. Im Laufe der Jahre haben die Darsteller für ihre Interviewsequenzen immer aufwendigere Frisuren, Make-ups und Outfits gewählt und verbringen vor den Dreharbeiten zwischen 45 Minuten und drei Stunden damit, ihr Aussehen mit Hilfe von Friseuren und Visagisten vorzubereiten. Jede Darstellerin hat in der Regel drei verschiedene Looks für die Interviews pro Staffel, wobei einige Franchises bis zu sieben Looks verwenden, die aus Gründen der Kontinuität möglicherweise in mehreren Interviewrunden reproduziert werden müssen. Die Looks für der Interviews müssen vorab von den Produzenten und dem Sender genehmigt werden.

### Potenzielle weitere Ableger in den USA
Am 2. Dezember 2016 sprach Andy Cohen über die Zukunft der Franchise und sagte, dass eine mögliche neue Show in Nashville spielen könnte. Später im Dezember 2016 erklärte Cohen in einem Interview mit Harry Connick Jr., dass sie nach Städten mit starker Persönlichkeit suchen und stimmte zu, dass New Orleans dieses Kriterium erfüllt.
Zu den Städten, in denen Cohen und andere Produzenten mit dem Casting begonnen hatten, sich aber letztendlich gegen die Produktion einer Serie entschieden haben, gehören Chicago, Greenwich, Houston und San Francisco.

## Rezeption
Die feministische Aktivistin Gloria Steinem hat das Franchise scharf kritisiert, weil es „Frauen als reich, verwöhnt, abhängig und einander gegenüber hasserfüllt darstellt“. Andere kritisieren die Serie wegen ihrer Förderung des auffälligen Konsums. Die Franchise wird oft unter dem Gesichtspunkt der feministischen politischen Ökonomie analysiert und wie die Serie „reiche Frauen als Objekte kultureller Verachtung, als wohlhabende Narren in einem populistischen Hofstaat darstellt“.
Im Oktober 2019 veröffentlichte die New York Times einen Artikel, in dem kritisiert wurde, dass die Darstellerinnen der verschiedenen Staffeln von „Real Housewives“ nach Hautfarbe „getrennt“ auftreten. Die Autorin Tracie Egan Morrissey wies darauf hin, dass Potomac und Atlanta fast ausschließlich afroamerikanische Darstellerinnen haben, während die anderen Versionen, wie Beverly Hills, Orange County, Dallas, New York und New Jersey, überwiegend weiß sind und nur wenige Frauen mit anderer Hautfarbe zeigen. The Real Housewives of New York hatte bis 2021 keine afroamerikanische Darstellerin, während die Aufnahme von Kary Brittingham in Dallas im Jahr 2019 die erste hispanische Darstellerin der Serie markierte. Beverly Hills hatte, mit Ausnahme von Joyce Giraud in der vierten Staffel, „eine ethnisch homogene Besetzung während der gesamten Laufzeit“, bis 2019 Garcelle Beauvais und 2021 Crystal Kung-Minkoff hinzukamen.
The Real Housewives of Dubai ist nach der Premiere am 1. Juni 2022 aufgrund ihres Schauplatzes in Dubai in die Kritik geraten. Am 25. Mai 2022 schrieb eine Gruppe von 12 Menschenrechtsorganisationen, darunter Freedom Forward, Code Pink und FairSquare, einen offenen Brief an Andy Cohen und andere Führungskräfte, in dem sie die Entscheidung, eine Sendung dort zu drehen, verurteilten und dabei auf die vermeintliche Homophobie und die Verletzung von Frauenrechten durch die Regierungen von Dubai und den Vereinigten Arabischen Emiraten verwiesen. Die Gruppen forderten die Produzenten auf, die finanzielle Rolle der VAE bei der Produktion der Serie offenzulegen, einen Haftungsausschluss zu veröffentlichen und öffentlich auf vergangene Menschenrechtsverletzungen durch das Emirat hinzuweisen.
Im Januar 2024 reichte Caroline Manzo, ehemalige Darstellerin bei The Real Housewives of New Jersey, eine Klage gegen Bravo ein, in der sie behauptete, dass der Sender und seine verbundenen Unternehmen – Forest Productions, Warner Bros. Entertainment, NBCUniversal, Shed Media und Peacock TV – „die Darstellerinnen von The Real Housewives regelmäßig mit Alkohol abfüllen, sie stark betrunken machen und sie dann anweisen, ermutigen und/oder ihnen erlauben, andere Darsteller sexuell zu belästigen, weil das gut für die Einschaltquoten ist“. Die Klage wurde ein Jahr nach Berichten eingereicht, wonach Brandi Glanville Manzo während ihrer Teilnahme an der fünften Staffel von The Real Housewives Ultimate Girls Trip „unerwünschte Küsse“ gegeben habe. In der Klage wurde Bravo außerdem vorgeworfen, gewusst zu haben, dass Glanville, die zuvor ebenfalls Darstellerin in The Real Housewives of Beverly Hills war, in der Vergangenheit sexuelles Fehlverhalten gezeigt hatte, sie aber dennoch wegen guter Einschaltquoten engagiert zu haben.